# Rangjung Dorje
Karmapa
Karma Pakshi Rolpe Dorje
Ne doit pas être confondu avec Rangjung Rigpe Dorje.
Rangjung Dorjé (tibétain : རང་འབྱུང་རྡོ་རྗེ, Wylie : rang 'byung rdo rje), né à Dingri Langkor au Tibet le 27 janvier 1284 et mort à Pékin en Chine le 21 juin 1339, fut le 3e Karmapa.

## Biographie
Rangjung Dorjé est né à Dingri Langkor au Tibet. À l'âge de 3 ans, il aurait fait apparaître une coiffe noire et annoncé qu'il était le Karmapa, et mis en garde ses camarades d'enfance contre la complaisance dans la mondanité. À 5 ans, il se rendit chez Orgyenpa Rinchen Pal, qui aurait rêvé de la visite cet enfant la nuit précédente et pensait qu'il était la réincarnation du 2e Karmapa.
Rangjung Dorjé fut le premier tulkou reconnu officiellement, en tant que réincarnation de Karma Pakshi en 1288.
Le 3e Karmapa grandit au monastère de Tsourphou, où il reçut les instructions des traditions kagyu et nyingma, de grands maîtres dont Trophu Künden Sherab, Nyenre Gendün Bum. Il fut connu comme un des plus grands maîtres de son époque et eut un grand nombre de disciples. Il fit une retraite spirituelle sur les versants de l'Everest et reçut l'ordination complète, puis compléta ses études dans un important siège d'enseignement kadampa.
Par des visions, il aurait reçu les enseignements de la « roue du temps » (Kalachakra), et il introduisit un système réformé d'astronomie tibétaine nommé « système Tsurphu » (tibétain : Tsur-tsi) toujours utilisé par l'école Karma Kagyu pour l'établissement du calendrier tibétain,. Il étudia et maîtrisa la médecine tibétaine. Sa maîtrise des enseignements dzogchen nyingma de Vimalamitra, et ceux du mahamoudra, leur équivalent kagyu, les unifia. À la fin de ses études, il avait appris et maîtrisé près de l'ensemble des enseignements bouddhistes apportés d'Inde par les maîtres des deux périodes de l'introduction du bouddhisme au Tibet. À la lumière de cette vaste connaissance, il composa de nombreux textes significatifs, dont le plus célèbre est Le profond sens intérieur (zab mo nang don), qui met l'accent sur l'essence véritable du Vajrayana. Il est l'auteur d'un chant de réalisation, « Le traité distinguant conscience individuelle et sagesse » (Wylie: rnam shes ye shes ‘byed pa)
Togh Témour, empereur de la dynastie Yuan, invite Rangjung Dorje à Khanbalik en Chine en 1332, mais meurt avant son arrivée. Rangjung Dorje se trouve en Chine quand est intronisé le nouvel empereur Toghon Temur. Il retourna au Tibet pour rapporter de Samye un élixir de longue vie pour l'empereur, qui vécut plus longtemps que les autres empereurs de Chine mongols. Le 3e Karmapa fonda de nombreux monastères au Tibet et en Chine. Le 8e mois de l'année tibétaine 1337  (août-septembre), il prophétisa un tremblement de terre à l'empereur, ce qui sauva de nombreuses vies. Il mourut à l'âge de 55 ans à Pékin en Chine et son image serait apparu en image sur la lune la nuit de son trépas.

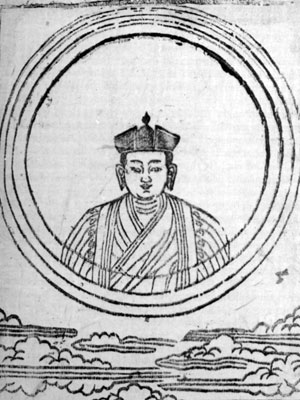
La nuit de son trépas, une image de Rangjung Dorjé serait apparue sur la lune.

Il avait transmis ses connaissances à Yungtön Dorjé Pal qui devint son héritier spirituel et l'un des maillons du Rosaire d'Or.

### Œuvres de Rangjung Dorje
- Le Traité qui montre la nature de Bouddha (tibétain : དེ་བཞིན་གཤེགས་པའི་སྙིང་པོ་གཏན་ལ་དབབ་པ༏་དེ་བཞིན་གཤེགས་པའི་སྙིང་པོ་བསྟན་པ, Wylie : de bzhin gshegs pa'i snying po gtan la dbab pa; de bzhin gshegs pa'i snying po bstan pa)[9],[10],[11].
- Les souhaits de Mahamudra, le sens définitif des enseignements, traduction de Lama Denys Teundroup révisée par le Comité Lotsawa, ed. Prajna, Institut Karma Ling, 1990.
- (en) The Englightened Heart of Buddhahood: A Study and Translation of the Third Karma pa Rang byung rdo rje's Work on Tathagatagarbha. (Wylie: de bzhin pa'i snying po gtan la dbab pa), trad. Kurtis R. Schaeffer, Thesis, University of Washington, 1995.
- (en) Luminous Heart: The Third Karmapa on Consciousness, Wisdom and Buddha Nature, trad. Karl Brunnholzl, Snow Lion Publications, 2009, 512 p.

### Études sur Rangjung Dorje
- Nik Douglas & Meryl White, Karmapa, le Lama à la coiffe noire du Tibet (1976), traduction de l’anglais par Georges Driessens, Édition Archè, Milan, 1979  (ISBN 88-7252-067-3)(en).
- (en) Thinley Karma, The History of the Sixteen Karmapas of Tibet, Boulder, Prajna Press, 1980.
- Lama Kunsang & Marie Aubèle, L'Odyssée des Karmapas, La grande histoire des lamas à la coiffe noire, Éd. Albin Michel (2011)  (ISBN 978-2-226-22150-6)